# بیورلاندا
بیورلاندا (به سوئدی: Björlanda) یک منطقهٔ مسکونی در سوئد است که در بخش یوتبری واقع شده‌است. بیورلاندا ۰٫۸۹ کیلومتر مربع مساحت و ۶۰۸ نفر جمعیت دارد.